# Westville, New Jersey
Westville är en ort i Gloucester County i delstaten New Jersey, USA.